# Skriftabborre
Skriftabborre (Serranus scriba) är en fiskart som först beskrevs av Carl von Linné 1758.  Skriftabborre ingår i släktet Serranus och familjen havsabborrfiskar. Inga underarter finns listade i Catalogue of Life.